# Topología geométrica

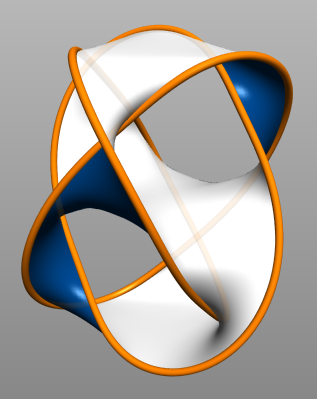
Una superficie Seifert delimitada por un conjunto de nudos borromeos. Las superficies de Seifert para enlaces son una herramienta útil en topología geométrica.

La topología geométrica (topología de dimensiones bajas) es el área de la topología y la topología algebraica que estudia problemas geométricos, topológicos y algebraicos que surgen en el estudio de variedades de dimensiones menores que 5, espacios localmente homeomorfos a los espacios euclídeos, desde dimensión cero hasta la cuarta. Sus métodos están inspirados en la geometría y la topología de fenómenos físicos inclusive relativistas y cuánticos e idealizaciones abstractas modernas sobre el concepto de dimensiones: destacadamente y prominentemente, en tres y cuatro dimensiones. 
Para esta ciencia -que estudia las variedades y los encajes y encajes propios entre ellas-, estos son algunos de los temas representativos de esta ciencia: la teoría de nudos; clasificación de 3 y 4-variedades; Complementos de nudos en la n-esfera, {\displaystyle S^{n}}; Teoría topológica cuántica de campo. 
La topología de dimensiones bajas (como también se le conoce) es considerada una ciencia de una gran interactividad entre todas la ramas de la matemática y con otras de la física. Una de las cuestiones importantes de esta rama (recién resuelta por Perelman del 2006) es la célebre Conjetura de Poincaré, tanto como la conjetura de geometrización de Thruston.

## Tópicos

### 1-variedades
- curva: Parametrización de un camino diferenciable entre dos puntos en algún espacio
- trayectoria: Casi como una curva pero no necesariamente diferenciable, sólo se pide continuidad
- circunferencia o 1-esfera: cualquier trayectoria, camino o curva cerrada simple.
- grupo fundamental: Functor de la topología algebraica que asigna a un espacio, X, su grupo fundamental {\displaystyle \pi _{1}(X)}
- nudo: En el espacio X, es un subconjunto K de X, que es homeomorfo a la uno-esfera
- enlace: Conjunto de componentes conexas, cada componente homeomorfo a {\displaystyle S^{1}}
- trenza (braid): Conjunto unidimensional que tiene el tipo homotópico de un wedge de circunferencia
- grupo de trenzas (braid group)
- Nudo tórico: curva cerrada simple en la superficie del toro

### 2-variedades
- superficie: La cáscara de objetos tridimensionales. Objetos localmente homeomorfos a {\displaystyle \mathbb {R} ^{2}}
- esfera:
- toro (matemáticas):
- plano proyectivo: Espacio bidimensional construido a partir de identificar la frontera de una banda de Möbius y la frontera de un disco
- botella de Klein: Espacio que se crea, al pegar la frontera de dos bandas de Möbius
- aro o cilindro: I-bundle trivial sobre la 1-esfera
- banda de Möbius: Fibrado no trivial por intervalo sobre un círculo (I-bundle over S¹)
- Característica de Euler: Igual a número de vértices menos número de lados más número de caras. Es invariante al poner más vértices y por ende lados y caras
- Plano complejo: {\displaystyle \mathbb {C} }
- Plano cartesiano: {\displaystyle \mathbb {R} ^{2}}
- Curvatura de superficies: Concepto de medida de como se curvan las superficies localmente, teniendo como patrón la esfera de radio r que se curva localmente 1/r² en cada uno de sus puntos. Observe que entre más grande el radio, la curvatura tiende a cero (que es la curvatura del plano). Dicho de otra manera: un plano es como una esfera de radio infinito.

## Personas

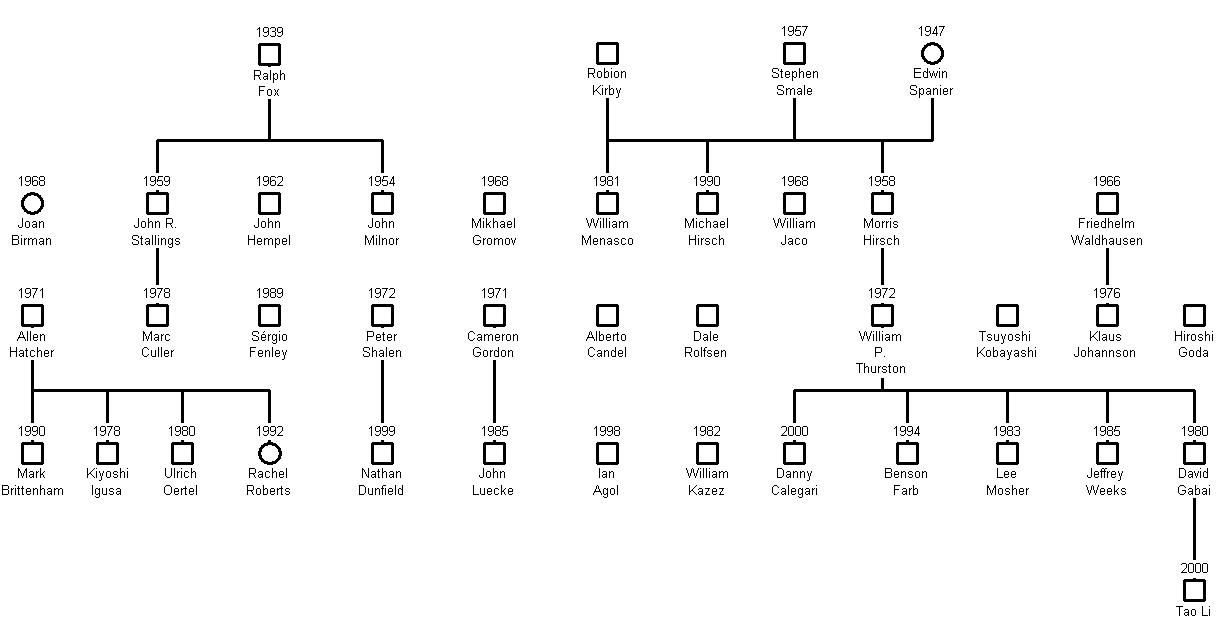
Celebridades de la topología de dimensiones bajas.

### 3-variedades

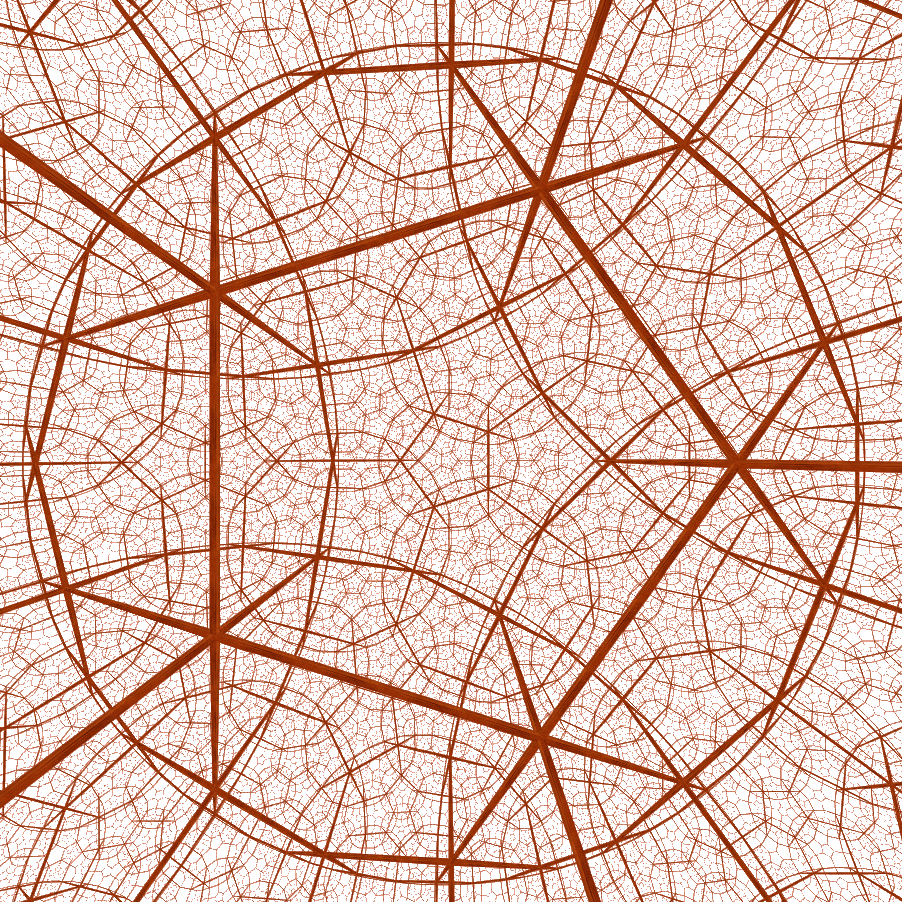
Esquema simplicial de una tres-variedad hiperbólica.

- 3-esfera o bien SU(2)
- espacio proyectivo
- fibrados de Seifert
- Surface Bundle
- esfera homológica
- Conjetura de Poincaré
- SO(3)
- Poliedros
- Politopo regular
- Complemento de un nudo
- género de Heegaard
- espacio hiperbólico

### 4-variedades
- espacio-tiempo
- Relatividad
- Espacio de Minkowski
- Pentácoron

## Variedadesen general
- Prisma
- tetraedro
- homeomorfismo
- Homotopía
- Homeotopía
- función circular
- LS-categoría
- Descomposición de Heegaard
- Suma conexa
- Teorema de Jordan-Schönflies
- Teoría de calibración
- Topología PL
- Fibrado (bundle)
- Variedad de Riemann
- Chern-Simons
- Clase característica
- Orbifold
- Twistor
- Spinor
- Tensor de curvatura
- Grupo de Lie
- Cálculo de variaciones
- Mecánica clásica
- cubierta ramificada
- Flujo de Ricci
- Cubo con asas